# Mimesa lutaria
Mimesa lutaria är en stekelart som först beskrevs av Fabricius 1787.  Mimesa lutaria ingår i släktet Mimesa, och familjen Crabronidae. Arten är reproducerande i Sverige.